# Puchar Spenglera 2021
94. edycję Pucharu Spenglera planowano rozgrać od 26 do 31 grudnia 2021. Mecze miały odbyć się w hali Vaillant Arena. Turniej po raz szósty w historii został odwołany.
Do turnieju oprócz drużyny gospodarzy HC Davos oraz tradycyjnie uczestniczącego Teamu Canada zaproszono cztery drużyny: Sparty Praga, KalPa, Frölunda HC oraz HC Ambrì-Piotta. Po zwiększeniu turnieju do sześciu drużyn rozgrywki podzielono na dwie grupy. Pierwsza nazwana została na cześć Richarda Torrianiego dwukrotnego brązowego medalistę igrzysk olimpijskich w hokeju na lodzie z 1928 i 1948 oraz srebrnego medalistę mistrzostw świata w saneczkarstwie w jedynkach mężczyzn z 1957 roku. Wszystkie te medale zdobył w Davos. Druga grupa została nazwana na część Hansa Cattini oraz Ferdinanda Cattini. Cała trójka grała w przeszłości w zespole HC Davos.
20 grudnia 2021 z turnieju wycofały się drużyny Teamu Canada oraz HC Ambrì-Piotta. Ich miejsce zajęły drużyny Slovan Bratysława oraz zawodnicy grający w trzech klubach ligi szwajcarskiej występujący pod nazwą Bern Selects.
25 grudnia 2021 podjęto decyzję o odwołaniu turneju. Głównym powodem było zakażenie COVID-19 17 graczy zespołu gospodarzy turnieju HC Davos.